# Прогресивна розгортка

Ефект «гребінки» на тестовому растрі. Зліва показані два кадри з прогресивною розгорткою. У центрі — з черезрядковою. Справа дві картинки з подвоєнням рядків. Зверху з початковою роздільною здатністю дисплея, внизу — із застосуванням згладжування

Прогреси́вна розго́ртка (порядкова розгортка) — метод телевізійної розгортки, при якому для відображення, передачі або зберігання рухомих зображень всі рядки кожного кадру відображаються послідовно.
Такий спосіб розгортки відрізняється від черезрядкової, використовуваної в традиційному телебаченні, де спочатку передаються всі непарні, а потім всі парні рядки (частина зображення, що складається з парних або непарних рядків, називають напівкадрами або полями). Однак для передачі відеосигналу з прогресивною розгорткою при тій же кадровій частоті потрібно майже вдвічі більша смуга пропускання, ніж для передачі такого ж відео з чергуванням рядків. Це є одним з недоліків такого методу. Саме через підвищені вимоги до каналу передачі порядковий метод розгортки довго не знаходив застосування в телебаченні.
Але існують і значні переваги.
- Відсутність візуальних спотворень, у вигляді мерехтінь на рухомих об'єктах, часто званих «гребінкою» або «стробом», зазвичай пов'язаних з чергуванням рядків .
- Немає необхідності застосовувати згладжування відеозображення для усунення мерехтінь і гребінки, тим самим вносити спотворення.
- Відеозображення можна масштабувати до більшої роздільної здатності швидше і якісніше, порівняно з таким же відео з чергуванням рядків.
- Кадр не має розбиття на два поля, тому може бути збережений як окрема фотографія.

## Застосування в пристроях відображення
Прогресивна розгортка стала широковживаною з появою персональних комп'ютерів. Для комфортного читання дрібного тексту з екрана монітора черезрядкова була малопридатна, оскільки мерехтіння рядків викликало швидке стомлення очей. А у зв'язку з тим, що зображення, яке формується комп'ютерною відеосистемою, не було потреби передавати на значні відстані, стало можливим збільшити смугу пропускання переданого відеосигналу і тим самим відмовитися від «некомфортної» черезрядковості.
Першими пристроями відображення з прогресивною розгорткою були монітори з електронно-променевою трубкою. Поява в кінці 1990-х років рідкокристалічних дисплеїв мало зовсім інший принцип формування зображення із застосуванням цифрового відеосигналу. Кадр формується повністю, а не порядково, як в ЕЛТ-дисплеї. Для зміни яскравості кожного елемента застосовується адресація по рядках і стовпцях. Вхідний відеосигнал обробляється мікросхемою і масштабується відповідно роздільній здатності дисплея.
Розвиток РК-технологій призвело до появи не тільки моніторів, а й проекторів, телевізорів, фотоапаратів, телефонів, що використовують РК-дисплеї з прогресивною розгорткою.
Також з'явилися плазмові панелі, світлодіодні екрани і дисплеї з органічними світлодіодами, в яких через особливості формування відеосигналу в цифровій формі неможливо використовувати черезрядкову розгортку без застосування деінтерлейсинга.